# Gedenkstätte Kakerbeck
Die Gedenkstätte Kakerbeck ist ein denkmalgeschütztes Bauwerk im Ortsteil Kakerbeck der Stadt Kalbe (Milde) in Sachsen-Anhalt. Im örtlichen Denkmalverzeichnis ist das Bauwerk unter der Erfassungsnummer 094 98633 als Baudenkmal verzeichnet.

## Allgemeines
Die Gedenkstätte an der Kreuzung Kakerbecker Dorfstraße und Unter den Eichen, westlich des ehemaligen Pfarrhofs Kakerbeck, besteht aus drei Kriegerdenkmälern.
Eines der Kriegerdenkmäler ist eine Gedenksäule auf einem mehrstufigen Sockel zum Gedenken an den Deutschen Krieg und den Deutsch-Französischen Krieg. Bekrönt wird das Denkmal durch einen Adler mit ausgebreiteten Schwingen. Im unteren Teil befindet sich an der Vorderseite eine Gedenktafel und an den Seiten sind zwei Profile eingelassen. Ein Profil zeigt Wilhelm I. und das andere Profil konnte bisher nicht zugeordnet werden. Auf der Rückseite ist eine weitere Gedenktafel eingelassen, die die Namen der gefallenen Soldaten nennt.
Ein weites Kriegerdenkmal ist den gefallenen Soldaten des Ersten Weltkriegs gewidmet. Dabei handelt es sich um eine Stele auf einem vierstufigen Podest. Bekrönt wird das Denkmal von einem Eisernen Kreuz und ist auch durch ein solches mit Lorbeer verziert. Im unteren Bereich ist als Verzierung ein Stahlhelm als Relief dargestellt.
Das dritte Kriegerdenkmal ist den gefallenen Soldaten und den Opfern des Zweiten Weltkriegs gewidmet. Es besteht aus gemauerten Feldsteinen auf einem zweistufigen Sockel. Die am Denkmal angebrachte Gedenktafel enthält eine Inschrift und die Vor- und Nachnamen der Gefallenen.

## Inschrift
Kriegerdenkmal Deutscher Krieg und Deutsch-Französischer Krieg
Kriegerdenkmal Erster Weltkrieg
Kriegerdenkmal Zweiter Weltkrieg